# Minamiminowa
Minamiminowa (jap. 南箕輪村 Minamiminowa-mura) – wieś w Japonii, na wyspie Honsiu, w prefekturze Nagano. Według danych na rok 2020 miejscowość zamieszkiwało 15 797 mieszkańców , a gęstość zaludnienia wyniosła 103,5 os./km².